# Jean Paon
Jean Paon est un joueur de pétanque français, né le 24 janvier 1927 à Nancy, décédé le 27 février 2014 à Cannes. 

## Clubs
- ?-? : Lou Pitchoun (Paris)
- ?-? : Refuge PC Nation (Paris)

## Palmarès[2]

### Joueur

#### Championnat du Monde
Champion du Monde
- Triplette 1972 (avec Robert Lebeau et Tiburce Mattei) :  Équipe de France

Troisième
- Triplette 1965 (avec François Melis et Marcel Sarnito) :  Équipe de France
- Triplette 1971 (avec Robert Lebeau et Tiburce Mattei) :  Équipe de France
- Triplette 1978 (avec Robert Lebeau et Tiburce Mattei) :  Équipe de France

#### Championnats de France
Champion de France
- Triplette 1965 (avec François Melis et Marcel Sarnito) : Lou Pitchoun Paris
- Triplette 1970 (avec Robert Lebeau et Tiburce Mattei) : Refuge PC Nation Paris
- Triplette 1971 (avec Robert Lebeau et Tiburce Mattei) : Refuge PC Nation Paris
- Doublette 1975 (avec Robert Lebeau) : Refuge PC Nation Paris
- Triplette 1977 (avec Robert Lebeau et Tiburce Mattei) : Refuge PC Nation Paris